# Campionato europeo maschile under 19 di calcio 2014 - Turno Elite
Le 27 squadre promosse dal turno di qualificazione si sono aggiunte alla Spagna e sono state divise in sette gironi di quattro. Si qualificherà alla fase finale la prima classificata di ogni girone.

## Teste di serie e sorteggio
Il sorteggio si è tenuto il 28 novembre 2013 presso la sede della UEFA a Nyon, in Svizzera.
| Gruppo        | Fascia 1                                                      | Fascia 2                                               | Fascia 3                                                     | Fascia 4                                              |
| ------------- | ------------------------------------------------------------- | ------------------------------------------------------ | ------------------------------------------------------------ | ----------------------------------------------------- |
| 1 2 3 4 5 6 7 | Inghilterra Rep. Ceca Georgia Serbia Spagna Russia Portogallo | Ucraina Svezia Israele Irlanda Germania Austria Belgio | Montenegro Italia Svizzera Turchia Danimarca Norvegia Grecia | Scozia Bulgaria Cipro Islanda Lituania Romania Galles |

## Risultati

### Gruppo 1
| Pos. | Squadra     | Pt | G | V | N | P | GF | GS | DR |
| ---- | ----------- | -- | - | - | - | - | -- | -- | -- |
| 1.   | Ucraina     | 7  | 3 | 2 | 1 | 0 | 5  | 0  | +5 |
| 2.   | Inghilterra | 6  | 3 | 2 | 0 | 1 | 8  | 2  | +6 |
| 3.   | Montenegro  | 3  | 3 | 1 | 0 | 2 | 1  | 10 | -9 |
| 4.   | Scozia      | 1  | 3 | 0 | 1 | 2 | 1  | 3  | -2 |

| Arbitro: | Markus Hameter |

|                                                                 |           |  |
| Ibe 27’, 58’, 65’ Baker 52’ (rig.) Gallagher 62’ Robinson 90+2’ | Marcatori |  |

| Burton upon Trent 24 maggio 2014, ore 20:30 UTC+1 | Ucraina           | 0 – 0 referto | Scozia | Pirelli Stadium\| Arbitro: \| Jesús Gil Manzano \| |
| Arbitro:                                          | Jesús Gil Manzano |               |        |                                                    |

| Arbitro: | Markus Hameter |

|  |           |                                                        |
|  | Marcatori | 45+5’ Kovalenko 56’ Bilonoh 64’ Tankovskyj 73’ Habelok |

| Arbitro: | Artur Soares Dias |

|                |           |             |
| Baker 76’, 82’ | Marcatori | 51’ Souttar |

| Arbitro: | Artur Soares Dias |

|  |           |             |
|  | Marcatori | 10’ Grbović |

| Arbitro: | Jesús Gil Manzano |

|              |           |  |
| Sobol' 90+4’ | Marcatori |  |

### Gruppo 2
| Pos. | Squadra   | Pt | G | V | N | P | GF | GS | DR |
| ---- | --------- | -- | - | - | - | - | -- | -- | -- |
| 1.   | Bulgaria  | 7  | 3 | 2 | 1 | 0 | 5  | 2  | +3 |
| 2.   | Svezia    | 6  | 3 | 2 | 0 | 1 | 7  | 3  | +4 |
| 3.   | Rep. Ceca | 3  | 3 | 1 | 0 | 2 | 1  | 5  | -4 |
| 4.   | Italia    | 1  | 3 | 0 | 1 | 2 | 2  | 5  | -3 |

| Arbitro: | Peter Kráľovič |

|            |           |  |
| Holzer 72’ | Marcatori |  |

| Arbitro: | Erik Lambrechts |

|              |           |                      |
| Tanković 89’ | Marcatori | 2’ Drjanov 13’ Conev |

| Arbitro: | Erik Lambrechts |

|  |           |                     |
|  | Marcatori | 52’ Kolev 62’ Vutov |

| Arbitro: | Tobias Stieler |

|            |           |                                |
| Grassi 40’ | Marcatori | 48’, 73’ Gustafson 59’ Berisha |

| Arbitro: | Tobias Stieler |

|                                    |           |  |
| Tanković 6’ Olsson 14’ Berisha 37’ | Marcatori |  |

| Arbitro: | Peter Kráľovič |

|                  |           |            |
| Vutov 72’ (rig.) | Marcatori | 74’ Crecco |

### Gruppo 3
| Pos. | Squadra  | Pt | G | V | N | P | GF | GS | DR  |
| ---- | -------- | -- | - | - | - | - | -- | -- | --- |
| 1.   | Israele  | 9  | 3 | 3 | 0 | 0 | 6  | 0  | +6  |
| 2.   | Georgia  | 6  | 3 | 2 | 0 | 1 | 7  | 2  | +5  |
| 3.   | Svizzera | 3  | 3 | 1 | 0 | 2 | 2  | 3  | -1  |
| 4.   | Cipro    | 0  | 3 | 0 | 0 | 3 | 1  | 11 | -10 |

| Arbitro: | Jari Järvinen |

|                                        |           |  |
| Weissman 36’ Ohana 73’, 86’ Dror 90+4’ | Marcatori |  |

| Arbitro: | Danilo Grujić |

|                                  |           |  |
| Dartsimelia 31’ Papunashvili 86’ | Marcatori |  |

| Arbitro: | Danilo Grujić |

|                                                                      |           |                         |
| Tsintsadze 14’ Kikabidze 19’, 55’ Zarandia 30’ Loizides 45+2’ (aut.) | Marcatori | 90+3’ (rig.) Panayiotou |

| Arbitro: | Ionut Avram |

|  |           |             |
|  | Marcatori | 5’ Weissman |

| Arbitro: | Ionut Avram |

|              |           |  |
| Yehezkel 69’ | Marcatori |  |

| Arbitro: | Jari Järvinen |

|  |           |                     |
|  | Marcatori | 70’ Graf 76’ Karlen |

### Gruppo 4
| Pos. | Squadra | Pt | G | V | N | P | GF | GS | DR |
| ---- | ------- | -- | - | - | - | - | -- | -- | -- |
| 1.   | Serbia  | 7  | 3 | 2 | 1 | 0 | 10 | 2  | +8 |
| 2.   | Turchia | 7  | 3 | 2 | 1 | 0 | 7  | 5  | +2 |
| 3.   | Irlanda | 3  | 3 | 1 | 0 | 2 | 4  | 6  | -2 |
| 4.   | Islanda | 0  | 3 | 0 | 0 | 3 | 4  | 12 | -8 |

| Arbitro: | Benoît Bastien |

|                  |           |                    |
| Maksimović 90+6’ | Marcatori | 24’ (rig.) Demirci |

| Arbitro: | Andris Treimanis |

|                |           |                 |
| Byrne 51’, 60’ | Marcatori | 67’ Jóhannesson |

| Arbitro: | Anders Poulsen |

|                                                                        |           |  |
| Simić 33’, 59’ Milinković-Savić 38’ (rig.), 54’ Babić 58’ Živković 79’ | Marcatori |  |

| Arbitro: | Andris Treimanis |

|                    |           |                   |
| Ünal 50’ Aydın 81’ | Marcatori | 71’ (rig.) Browne |

| Arbitro: | Benoît Bastien |

|           |           |                           |
| Byrne 70’ | Marcatori | 36’, 67’ Simić 46’ Mandić |

| Arbitro: | Anders Poulsen |

|                                                   |           |                                |
| O. Ómarsson 17’ Finnbogason 29’ E. Ómarsson 90+4’ | Marcatori | 5’ Ünal 32’, 78’, 89’ Altıntaş |

### Gruppo 5
| Pos. | Squadra   | Pt | G | V | N | P | GF | GS | DR |
| ---- | --------- | -- | - | - | - | - | -- | -- | -- |
| 1.   | Germania  | 9  | 3 | 3 | 0 | 0 | 9  | 1  | +8 |
| 2.   | Spagna    | 6  | 3 | 2 | 0 | 1 | 6  | 4  | +2 |
| 3.   | Danimarca | 3  | 3 | 1 | 0 | 2 | 4  | 8  | -4 |
| 4.   | Lituania  | 0  | 3 | 0 | 0 | 3 | 1  | 7  | -6 |

| Arbitro: | Andreas Pappas |

|                         |           |  |
| Holthaus 8’ Mukhtar 78’ | Marcatori |  |

| Arbitro: | Davide Massa |

|                                                       |           |               |
| Ramírez 33’ (rig.) El Haddadi 74’ Lopez Cabrera 90+2’ | Marcatori | 50’ Mathiasen |

| Arbitro: | Andreas Pappas |

|  |           |                                         |
|  | Marcatori | 31’, 56’ Meyer 60’ Mukhtar 89’ Stendera |

| Arbitro: | Ádám Németh |

|                                   |           |  |
| El Haddadi 31’ Ramírez 90’ (rig.) | Marcatori |  |

| Arbitro: | Davide Massa |

|                                    |           |               |
| Selke 19’ Brandt 37’ Lohkemper 78’ | Marcatori | 6’ El Haddadi |

| Arbitro: | Ádám Németh |

|            |           |                                      |
| Šegžda 44’ | Marcatori | 3’ Marcondes 16’ Nordam 88’ Børsting |

### Gruppo 6
| Pos. | Squadra  | Pt | G | V | N | P | GF | GS | DR |
| ---- | -------- | -- | - | - | - | - | -- | -- | -- |
| 1.   | Austria  | 7  | 3 | 2 | 1 | 0 | 8  | 1  | +7 |
| 2.   | Russia   | 7  | 3 | 2 | 1 | 0 | 6  | 1  | +5 |
| 3.   | Romania  | 3  | 3 | 1 | 0 | 2 | 4  | 8  | -4 |
| 4.   | Norvegia | 0  | 3 | 0 | 0 | 3 | 1  | 9  | -8 |

| Arbitro: | Eitan Shemeulevitch |

|                                    |           |  |
| Davydov 32’, 50’ (rig.) Korjan 60’ | Marcatori |  |

| Arbitro: | Dejan Jakimovski |

|                                            |           |  |
| Grillitsch 6’, 42’, 44’, 53’ Gschweidl 72’ | Marcatori |  |

| Arbitro: | Tomasz Musiał |

|                               |           |                    |
| Mirančuk 61’ Davydov 76’, 80’ | Marcatori | 23’ Paun-Alexandru |

| Arbitro: | Dejan Jakimovski |

|              |           |                                   |
| Svendsen 64’ | Marcatori | 5’ Rasner 9’ Puchegger 43’ Bytyqi |

| Arbitro: | Tomasz Musiał |

|                             |           |  |
| Vina 28’, 90+3’ Mitriță 45’ | Marcatori |  |

| Buftea 10 giugno 2014, ore 18:00 UTC+3 | Austria             | 0 – 0 referto | Russia | Stadionul Buftea\| Arbitro: \| Eitan Shemeulevitch \| |
| Arbitro:                               | Eitan Shemeulevitch |               |        |                                                       |

### Gruppo 7
| Pos. | Squadra    | Pt | G | V | N | P | GF | GS | DR |
| ---- | ---------- | -- | - | - | - | - | -- | -- | -- |
| 1.   | Portogallo | 9  | 3 | 3 | 0 | 0 | 9  | 4  | +5 |
| 2.   | Galles     | 4  | 3 | 1 | 1 | 1 | 6  | 4  | +2 |
| 3.   | Belgio     | 4  | 3 | 1 | 1 | 1 | 7  | 6  | +1 |
| 4.   | Grecia     | 0  | 3 | 0 | 0 | 3 | 2  | 10 | -8 |

| Arbitro: | Jaroslav Kozyk |

|             |           |                |
| Marquet 63’ | Marcatori | 68’ O'Sullivan |

| Arbitro: | Alain Bieri |

|                                                            |           |  |
| Ivo Rodrigues 78’ Nuno Santos 86’ André Silva 90+1’ (rig.) | Marcatori |  |

| Arbitro: | Jaroslav Kozyk |

|                                |           |                                      |
| Krītikos 59’ Deligiannidis 61’ | Marcatori | 27’, 55’ Musonda 63’, 89’ Schrijvers |

| Arbitro: | Tihomir Pejin |

|                                                  |           |                           |
| André Silva 20’ Marcos Lopes 33’ Luís Rafael 89’ | Marcatori | 76’ Hedges 80’ O'Sullivan |

| Arbitro: | Alain Bieri |

|                            |           |                                      |
| Gerkens 34’ Schrijvers 36’ | Marcatori | 46’, 56’ André Silva 86’ Nuno Santos |

| Arbitro: | Tihomir Pejin |

|                                         |           |  |
| O'Sullivan 55’ (rig.), 77’ Saunders 69’ | Marcatori |  |